# Meistbegünstigungsprinzip (Verfahrensrecht)
Das Meistbegünstigungsprinzip wurde von der Rechtsprechung entwickelt und kommt im Verfahrensrecht zur Anwendung. Es besagt, dass nicht nur im sozialgerichtlichen Verfahren, sondern auch im Verwaltungsverfahren gestellte Anträge bzw. Rechtsbehelfe ohne Bindung an den Wortlaut nach dem wirklichen Willen des Antragstellers auszulegen sind. Hiermit wird sichergestellt, dass die sozialen Rechte des Antragstellers möglichst weitgehend verwirklicht werden und dem Rechtsmittelführer das Risiko abgenommen wird, dass er ein falsches Rechtsmittel einlegt. Normalerweise wird ein unstatthaftes Rechtsmittel nämlich als unzulässig verworfen. Auf diese Weise kann eine gerichtliche Entscheidung, die in der falschen Form getroffen wurde (z. B. Beschluss statt Urteil), auf Grund des Meistbegünstigungsprinzips sowohl mit dem Rechtsmittel angefochten werden, das der Form entspricht, als auch mit dem Rechtsmittel, das bei der richtigen Entscheidungsform gegeben wäre.
Im Strafanwendungsrecht ist das Meistbegünstigung in § 2 Abs. 3 StGB dergestalt verwirklicht, dass für den Fall, dass zwischen Beendigung der Tat und Entscheidung die zur Anwendung gelangende Norm zwischenzeitlich geändert würde, die jeweils mildere Version zur Anwendung kommt. Würde eine Strafnorm demnach verschärft werden, käme die Fassung zur Zeit der Tat zur Anwendung und umgekehrt bei Milderung der Norm die Fassung zum Zeitpunkt der Entscheidung. Ein Verstoß gegen das strafrechtliche Meistbegünstigungsprinzip kann einen Revisionsgrund darstellen.